# Гра хамелеона
«Гра хамелеона» — радянський художній фільм 1986 року, знятий на Литовській кіностудії режисером Арунасом Жебрюнасом за п'єсою французького драматурга Жана-Поля Сартра «Тільки правда» («Некрасов»).

## Сюжет
1955 рік, Париж. Дрібний шахрай Жорж де Валера видає себе за міністра Дубова, що нібито втік з СРСР, і стає помітною політичною фігурою за допомогою кореспондента реакційної газети Сібілло, якому потрібна сенсація.

## У ролях
- Григорій Гладій — Жорж де Валера
- Юозас Будрайтіс — Сібілло
- Інґеборґа Дапкунайте — Вероніка, його дочка
- Регімантас Адомайтіс — Робер
- Лія Ахеджакова — Ірма
- Альгімантас Масюліс — мсьє Баран, медіа-магнат
- Вайва Майнеліте — Вероніка
- Аудріс Хадаравічюс — Жюль Палатен
- Михайло Свєтін — Гобле, комісар поліції
- Вітаутас Томкус — Мерсьє, член правління
- Арунас Сторпірштіс — Сальв'є
- Тамара Дегтярьова — Костаньє
- Гражина Баландіте — епізод
- Юрате Онайтіте — епізод
- Вітаутас Шапранаускас — епізод
- Костас Сморігінас — епізод

## Знімальна група
- Режисер — Арунас Жебрюнас
- Сценарист — Арунас Жебрюнас
- Оператор — Йонас Гріцюс
- Композитор — Лайміс Вілкончюс
- Художник — Альгімантас Шюгжда